# Keratoisis philippinensis
Keratoisis philippinensis är en korallart som först beskrevs av Wright och Studer 1889.  Keratoisis philippinensis ingår i släktet Keratoisis och familjen Isididae. Inga underarter finns listade i Catalogue of Life.